# Замок Менлоу
Замок Менлоу (англ. Menlo Castle, Menlow Castle, ірл. Caislean Mionloch, Caislean Mion-Loch) — Замок Маленького Озера, замок Мьонлох, замок Мьон-лох — один із замків Ірландії, стоїть в графстві Ґолвей біля однойменного селища і однойменного кладовища.

## Історія замку Менлоу
Замок Менлоу нині являє собою мальовничі руїни замку XVI століття у мальовничій і тихій ірландській глушині. Але історія цього замку була бурхлива, оповита легендами і таємницями. Замок був побудований у 1569 році. У цьому замку жили феодали Блейк з 1600 по 1910 рік. Родина Блейк була однією з найбагатших феодальних родин графств Ґолвей, Мейо та Клер. Про це повідомляють історичні документи, що датуються 1592 роком.
Згодом родина Блейк розбудувала замок, додавши до старої забудови замку — до старої вежі XVI століття особняк, збудований в стилі часів короля Англії Якова І. Існує легенда, що місцева акушерка їхала в замок до сім'ї Блейк і побачила по дорозі фейрі (легендарних істот ірландської міфології), що танцювали в колі і почула чарівну музику. Згодом — 26 липня 1910 році пожежа охопила замок і трагічно забрала життя лорда Блейка та його дочки — леді Блейк — Елеонори Блейк, і обох служниць їх. Але ніяких слідів тіла Елеонори після пожежі не знайшли. Сер Валентайн Блейк, 14-ти річна баронетта і леді Блейк були в той час в Дубліні. 16-ти річний сер Улік Блейк успадкував цю землю і руїни. Але згодом він був знайдений мертвий у своїй машині.
Замок був частково відбудований, але весь інтер'єр та меблі пропали назавжди. Нині лишилися тільки руїни — стіни замку повиті плющем і диким виноградом — романтичні руїни на берегах річки Корріб, що навівають сум.